# 6e division de réserve (Empire allemand)
Pour les articles homonymes, voir 6e division.
La 6e division de réserve est une unité de l'armée allemande qui participe à la Première Guerre mondiale. Elle forme avec la 5e division de réserve le IIIe corps de réserve. En 1914, la division entre en Belgique et participe au siège d'Anvers puis aux combats le long de l'Yser. De décembre 1914 à mai 1917, elle combat sur le front de l'est dans la partie balte du front.
En mai 1917, la 6e division de réserve est transférée sur le front de l'ouest dans le secteur de Verdun, elle subit l'attaque française du mois d'août avec des fortes pertes. Elle est ensuite à nouveau envoyée sur le front de l'est en Galice de septembre 1917 à février 1918. À son retour sur le front de l'ouest, la division n'occupe que des secteurs calmes et n'est pas utilisée dans les différentes offensives allemandes. En août 1918, la 6e division de réserve est dissoute.

## Première Guerre mondiale

### Composition

#### Composition à la mobilisation - 1915
- 11e brigade d'infanterie de réserve

20e régiment d'infanterie de réserve
24e régiment d'infanterie de réserve
- 12e brigade d'infanterie de réserve

26e régiment d'infanterie de réserve
35e régiment d'infanterie de réserve
- 3e régiment de uhlans de réserve
- 6e régiment d'artillerie de campagne de réserve (6 batteries)
- 1re et 2e compagnies de réserve du 3e bataillon de pionniers « von Rauch » (1er bataillon de pionniers brandebourgeois)

#### 1916
- 11e brigade d'infanterie de réserve

20e régiment d'infanterie de réserve
24e régiment d'infanterie de réserve
- 12e brigade d'infanterie de réserve

35e régiment d'infanterie de réserve
12e régiment de landwehr
- 3e régiment de uhlans de réserve
- 6e régiment d'artillerie de campagne de réserve (6 batteries)
- 1re et 2e compagnies de réserve du 3e bataillon de pionniers « von Rauch » (1er bataillon de pionniers brandebourgeois)

#### 1917
- 12e brigade d'infanterie de réserve

20e régiment d'infanterie de réserve
24e régiment d'infanterie de réserve
35e régiment d'infanterie de réserve
- 94e commandement d'artillerie divisionnaire
- 6e régiment d'artillerie de campagne de réserve (6 batteries)
- 1 escadron du 3e régiment de uhlans de réserve
- 306e bataillon de pionniers

#### 1918
- 12e brigade d'infanterie de réserve

20e régiment d'infanterie de réserve
24e régiment d'infanterie de réserve
35e régiment d'infanterie de réserve
- 94e commandement d'artillerie divisionnaire
- 6e régiment d'artillerie de campagne de réserve (9 batteries)
- 1 escadron du 3e régiment de uhlans de réserve
- 306e bataillon de pionniers

### Historique
Au déclenchement de la Première Guerre mondiale, la 6e division de réserve forme avec la 5e division de réserve le IIIe corps de réserve rattaché à la Ire armée allemande.

#### 1914
- 10 - 17 août : concentration dans la région de Krefeld[1].
- 17 août - 9 septembre : entrée en Belgique, la division atteint au début septembre Limbourg puis progresse vers Malines. Le 9 septembre, la division attaque les troupes belges vers Louvain.
- 9 septembre - 10 octobre : engagée dans le siège d'Anvers[1].
- 10 - 19 octobre : après la reddition d'Anvers, la division progresse le long de la mer vers le sud par Gand, Bruges et Ostende.
- 19 octobre - 30 novembre : engagée dans la bataille de l'Yser, violents combats entre Dixmude et Nieuport[1].
- 1er - 6 décembre : retrait du front, transport par V.F. sur le front de l'est. La division est rattachée à la IXe armée allemande commandée par Mackensen.
- 6 - 17 décembre :  combats dans la région de Lowicz-Sanniki.
- 18 décembre 1914 - 22 avril 1915 : occupation d'un secteur du front le long de la Rawka et de la Bzoura autour de Varsovie.

#### 1915 - 1916
- 23 avril - 9 mai : transport vers le nord du front de l'est avancée en Courlande et en Lituanie. Le 7 mai, prise de Libau.
- 9 mai - 13 juillet : combat le long du Canal Windawski (de) et le long de la Venta.
- 14 - 15 juillet : à partir du 14 juillet engagée sur l'aile nord de l'offensive de Gorlice-Tarnów, bataille pour la prise de Schaulen.
- 16 juillet - 2 août : combat dans la région de Mitau. Prise de la ville le 1er août.
- 3 août - 15 octobre : combats le long du Lielupe et de la Düna.
- 16 - 20 octobre : franchissement de la Düna.
- 21 octobre 1915 - 6 mai 1917 : occupation d'un secteur dans la région de Riga et de Friedrichstadt. Faibles pertes de la division durant cette période, excepté durant le mois de juillet 1916 lors d'attaques russes dans la région.

#### 1917
- 6 - 13 mai : retrait du front, transport par V.F. vers le front de l'ouest par Mitau, Cassel, Coblence, Trèves, Thionville pour atteindre Dun-sur-Meuse[1].
- 13 - 30 mai : mise en réserve de la Ve armée allemande.
- 1er juin - 29 août : occupation d'un secteur dans la région de Verdun sur la rive gauche de la Meuse vers le Mort-Homme et la cote 304.

29 juin : plusieurs unités de la division soutiennent l'attaque de la 10e division de réserve par la cote 304 et déplorent de nombreuses pertes.
20 - 29 août : engagée dans la bataille de Verdun durant l'attaque française. Les pertes sont énormes deux des régiments sont pratiquement anéantis.
- 29 août - 12 septembre : retrait du front, mise en réserve de l'OHL.
- 12 septembre 1917 - 18 février 1918 : transport par V.F. sur le front de l'est. Occupation d'une région en Galice, dans la zone de l'ancienne frontière entre la Russie et l'Autriche-Hongrie.

#### 1918
- 18 février - 15 mars : concentration de la division, repos. À partir du 8 mars, transport par V.F. vers le front de l'ouest, mouvement par Sokal, Brest-Litovsk, Varsovie, Kalisz, Görlitz, Bautzen, Dresde, Leipzig, Weimar, Erfurt, Eisenach, Bebra, Fulda, Hanau, Francfort-sur-le-Main, Bad Kreuznach, Thionville, Sedan pour atteindre la région d'Asfeld[2].
- 15 - 25 mars : repos dans la région d'Asfeld.
- 25 mars - 6 avril : transport par V.F. dans la région de Crécy-sur-Serre ; mouvement par étapes par Mesbrecourt, Pouilly-sur-Serre, La Fère, Liez, Commenchon pour stationner quelques jours au nord-est de Noyon. Éléments en secteur à l'ouest de Chauny[2].
- 7 avril - 1er mai : mouvement par étapes vers Roye, stationnement jusqu'au 15 avril ; puis mouvement par Erches et Arvillers.
- 1er mai - 7 août : relève de la 2e division de la Garde[2] au sud-ouest de Moreuil ; occupation et organisation du secteur.
- 7 - 23 août : relevée par la 24e division d'infanterie[2]. La division est ensuite dissoute, les hommes étant répartis entre les 5e et 6e division d'infanterie[2].

## Chefs de corps
| Grade           | Nom                            | Date                          |
| --------------- | ------------------------------ | ----------------------------- |
| Generalleutnant | Emil von Schickfuß und Neudorf | 2 août - 27 mai 1915          |
| Generalmajor    | Hans von Below                 | 28 mai 1915 - 12 octobre 1916 |
| Generalleutnant | Hinko von Lüttwitz             | 13 octobre - 24 octobre 1916  |
| Generalleutnant | Friedrich von Auwärter         | 25 octobre 1916 - avril 1917  |
| Generalmajor    | Alfred Dieterich               | 26 avril 1917 - 23 août 1918  |